# Liste des maires de Fumel
Cet article dresse une liste par ordre de mandat des maires de Fumel.

## Liste des maires

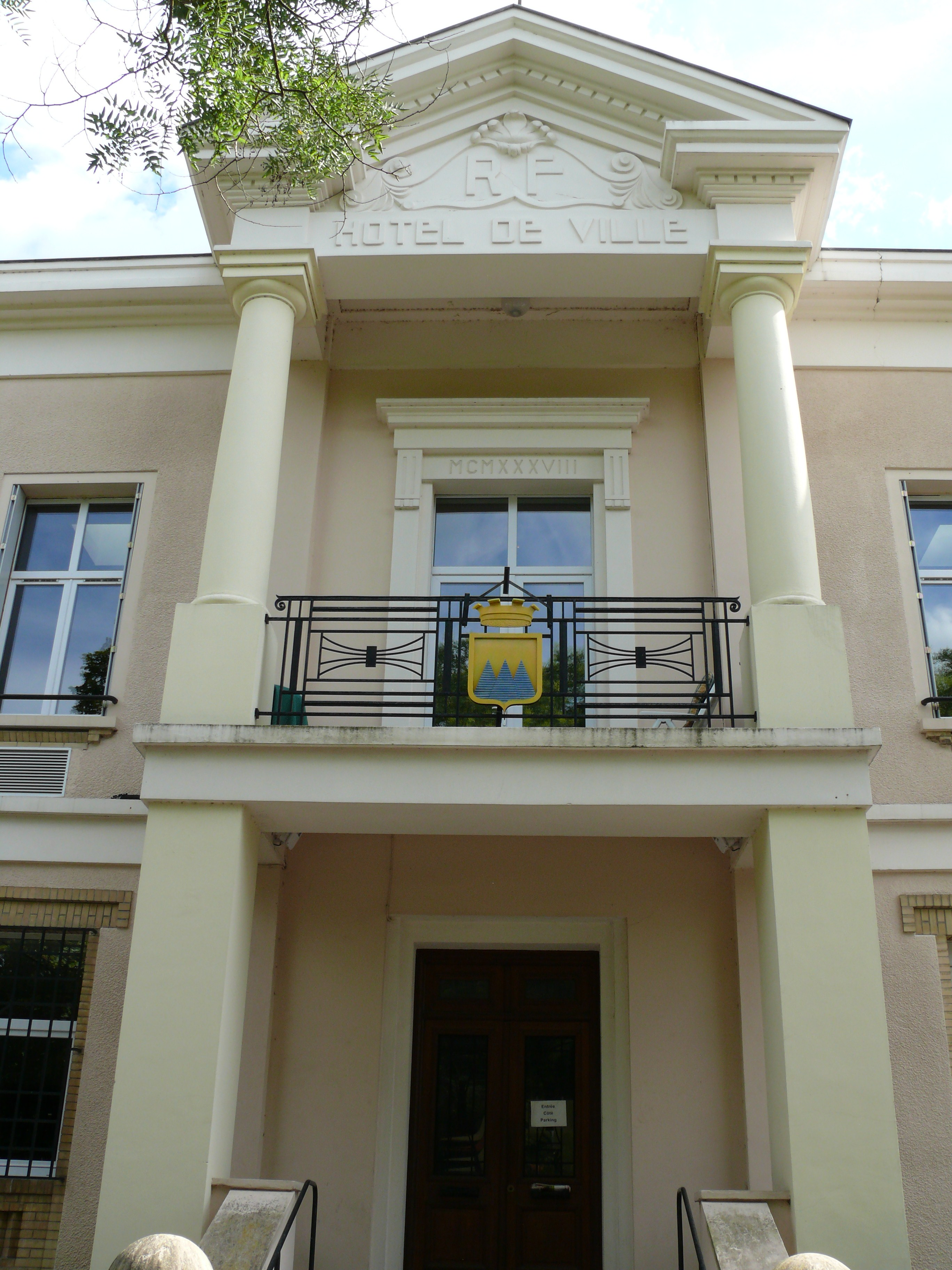
L'ancien hôtel de ville de Fumel.

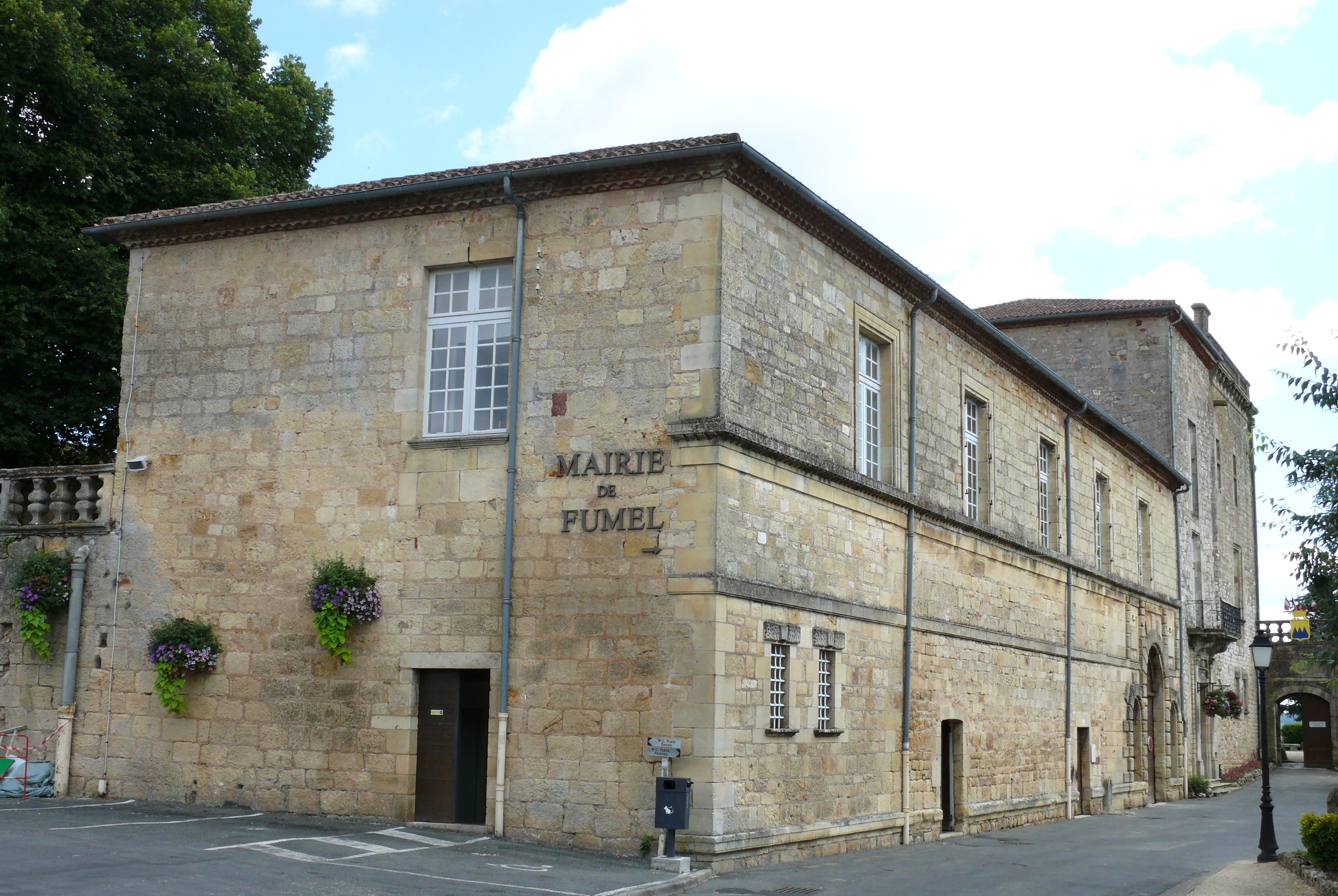
L'actuel hôtel de ville de Fumel.

| Période                                  | Période         | Identité                     | Étiquette            | Qualité |
| ---------------------------------------- | --------------- | ---------------------------- | -------------------- | --- |
| Les données manquantes sont à compléter. |                 |                              |                      | |
| 1793                                     | 1794            | Pierre Saisset               |                      | |
| 1794                                     | 1796            | Pierre Caumont               |                      | |
| 1796                                     | 1797            | Pierre Masquard              |                      | |
| 1797                                     | 1798            | Pierre Saisset               |                      | |
| 1798                                     | 1799            | Pierre Farpy                 |                      | |
| 1799                                     | 1800            | Pierre Masquard              |                      | |
| 1800                                     | 1809            | Pierre Caumont               |                      | |
| 1810                                     | 1816            | Pierre Farpy                 |                      | |
| 1816                                     | 1816            | Trenty de Cussac             |                      | |
| 1816                                     | 1818            | Pierre Jean Laffon           |                      | |
| 1818                                     | 1818            | Pierre Joseph Cabrit         |                      | |
| 1818                                     | 1830            | Jean Fournié-Gorre           |                      | |
| 1830                                     | 1834            | Pierre Sarpy                 |                      | |
| 1834                                     | 1837            | Jean Pierre Laffon           |                      | |
| 1837                                     |                 | Guillaume Trenty             |                      | Avocat, juge de paix Conseiller général de Fumel (1852-1870) Chevalier de la Légion d'honneur                                                                                     |
|                                          | 1847            | François Delard              |                      | Propriétaire Conseiller général de Fumel (1833-1844) |
| 1847                                     | 1848            | Paul Philipot                |                      | |
| 1848                                     | 1851            | François Delard              |                      | Propriétaire Conseiller général de Fumel (1833-1844) |
| 1851                                     | 1853            | Pierre Alphonse Laffon       |                      | |
| 1853                                     | 1854            | Pierre Sarlat                |                      | |
| 1854                                     | 1855            | Louis Loubet                 |                      | |
| 1855                                     | 1870            | Antoine Lucien Fournié-Gorre | Droite               | Notaire Conseiller général de Fumel (1870-1886) Chevalier de la Légion d'honneur                                                                                                  |
| 1870                                     | 1871            | Paul Philipot                |                      | |
| 1871                                     | 1881            | Antoine Lucien Fournié-Gorre | Droite               | Notaire Conseiller général de Fumel (1870-1886) Chevalier de la Légion d'honneur                                                                                                  |
| 1881                                     | 1882            | M. Escande                   |                      | |
| 1882                                     | 1893            | Paul Philipot                |                      | |
| 1893                                     | 1896            | Cyrille Lagarde              |                      | |
| 1896                                     | 1907            | Pierre Aloïs Rouffie         |                      | |
| 1907                                     | 1908            | Jean Dupuy                   |                      | |
| 1908                                     | 1910            | Pierre Aloïs Rouffie         |                      | |
| 1910                                     | 1910            | Bertrand Cabanes             |                      | |
| 1910                                     | 1919            | Paul Cailhat                 |                      | |
| 7 décembre 1919                          | 17 octobre 1944 | Georges Escande              | Radical-socialiste   | Négociant Conseiller général de Fumel (1925-1940) Sénateur (1936-1941) Chevalier de la Légion d'honneur Officier de l'Instruction publique                                        |
| Les données manquantes sont à compléter. |                 |                              |                      | |
| 1945                                     | 1959            | Charles Authier,             |                      | |
| 1959                                     | 1971            | Paul Escande                 | Socialiste           | Fonctionnaire préfectoral, directeur commercial Préfet Conseiller général de Fumel (1955-1961)                                                                                    |
| 1971                                     | 1989            | Paul Mauvezin                | Apparenté RPR        | Docteur Conseiller général de Fumel (1976-1992) |
| 1989                                     | 1995            | Alain Bottemanne             | PS                   | |
| 1995                                     | juillet 2000    | André Lautié                 | RPR                  | Pharmacien Président d'HLM 47, (1994-1998) Conseiller municipal 1er adjoint au maire Conseiller général de Fumel (1992-1998)                                                      |
| Les données manquantes sont à compléter. |                 |                              |                      | |
| 2001                                     | en cours        | Jean-Louis Costes            | RPR puis UMP puis LR | Fonctionnaire territorial Président de la CC du Fumélois-Lémance (2008-2011) Président de Fumel Communauté (2011-2016) Conseiller général de Fumel (2004-2013) Député (2013-2017) |